# Nowa Jastrząbka
Nowa Jastrząbka (do 1965 Jastrząbka Nowa) – wieś w Polsce, położona w województwie małopolskim, w powiecie tarnowskim, w gminie Lisia Góra.
Około 40% terenu wsi stanowią lasy, a ok. 30% pola uprawne. Miejscowość jest położona na wzgórzu którego szczyt wynosi 255 m n.p.m.
W latach 1975–1998 miejscowość administracyjnie należała do województwa tarnowskiego.
| SIMC    | Nazwa       | Rodzaj    |
| ------- | ----------- | --------- |
| 0822506 | Bartkówka   | część wsi |
| 0822512 | Dąbrowa     | część wsi |
| 0822529 | Jabłoniec   | część wsi |
| 0822535 | Kozłówka    | część wsi |
| 0822541 | Kraków      | część wsi |
| 0822558 | Pniaki      | część wsi |
| 0822564 | Podkościele | część wsi |
| 0822618 | Podlesie    | część wsi |
| 0822570 | Podsmykowe  | część wsi |
| 0822587 | Podwesele   | część wsi |
| 0822593 | Wesoła      | część wsi |
| 0822601 | Wyręby      | część wsi |

## Zabytki
Obiekt wpisany do rejestru zabytków nieruchomych województwa małopolskiego.
- Kościół pw. Najświętszego Serca Pana Jezusa.

## Inne zabytki
Na cmentarzu znajdują się dwie mogiły mieszkańców wsi zastrzelonych 20 lipca 1944 r. przez żołnierzy Wehrmachtu.

## Infrastruktura
- Kościół parafialny parafii Nowa Jastrząbka pw. Najświętszego Serca Pana Jezusa;
- kościół filialny pw. Matki Bożej z Guadalupe;
- zespół szkoły podstawowej i gminnego przedszkola;
- ochotnicza straż pożarna;
- Klub Sportowy Nowa Jastrząbka-Żukowice wraz ze stadionem i zapleczem sportowym;
- koło gospodyń wiejskich.